# 同一哲学
同一哲学（どういつてつがく）とは哲学の学説の一つ。これはバールーフ・デ・スピノザ、フリードリヒ・シェリングらによって提唱された学説であり、精神と物質や主観と客観などといった形で二つの独立した実態としてみなされている事柄を、これに反して絶対的同一者による現れであるという考え。